# Её звали Никита
«Её звали Никита́» (фр. La Femme Nikita, англ. Nikita) — канадский шпионский телесериал, снятый по мотивам одноимённого фильма французского режиссёра Люка Бессона. В 2010 году был запущен ремейк американской версии сериала «Никита».

## Сюжет
По обвинению в убийстве полицейского молодую девушку по имени Никита (Уилсон) суд приговаривает к пожизненному заключению. Вскоре после суда её вербует Первый отдел — секретная контртеррористическая организация. Никита становится оперативным сотрудником Первого отдела. Для всего остального мира она мертва, во все официальные документы внесена информация, что она покончила с собой передозировкой транквилизаторов.
Никита вынуждена научиться принятым в Первом отделе безжалостным методам работы хладнокровного агента-убийцы. За малейшее ослушание или ошибку ей грозит смерть или камера пыток. Очень трудно остаться нормальным человеком в железных стенах этого заведения, оснащённого ультрасовременными суперкомпьютерами и новейшими научно-техническими разработками, где центральная позиция — быть идеальной убийцей и следовать безжалостным приказам. Борьба Никиты с жестокими правилами отдела, и в то же время, оставаясь в рамках них за свои идеалы — за добро, за свободу, за волю, за помощь слабому и невиновному, и главное, за своё женское счастье, за любовь — составляет центральную сюжетную линию сериала. Отношения Никиты с её наставником — оперативником Майклом (Дюпюи) — от простого ученика-учителя до крепких друзей и партнёров по взаимовыручке в трудную минуту — вплоть до крепкой любовной и романтической привязанности, и борьба за них с железным руководством отдела составляют вторую сюжетную линию сериала.
В четвёртом сезоне руководство отдела, решив провести эксперимент над психикой Никиты, пытается сделать Никиту более лояльной к методам работы отдела, сделать из неё безжалостного идеального робота-убийцу, бездумно выполняющего приказы. К Майклу она привязалась «больше, чем положено», однако любовь побеждает и Майклу удаётся спасти Никиту от действия психотропов. Хитрыми уловками, сбежав из отдела, против воли начальства, благодаря поддержке друзей и врагов отдела, уничтожив свои профайлы, некоторое время им удаётся пожить счастливой и непринуждённой жизнью любовной пары. Но несмотря на это, несчастным влюблённым так и не суждено быть вместе. Никите в конце придётся сделать непростой выбор — отдел или совместная жизнь с Майклом.
Второстепенную сюжетную линию составляют отношения между Шефом (Юджин Роберт Глэйзер) и Мэделин (Альберта Ватсон), и другими руководителями отдела, которые, несмотря на каменную холодность и жёсткость в плане железных правил отдела, также развивают чувства друг к другу.
В последних сериях Никита узнаёт правду об истинных причинах её попадания в Первый отдел и понимает правду о роли своей семьи и отца.

## В главных ролях
- Пита Уилсон — Никита (все сезоны)
- Рой Дюпюи — Майкл (1-4 сезоны, в 5-м сезоне появляется эпизодически, поэтому его нет в титрах)
- Альберта Уотсон — Мэделин (1-4 сезоны) (умерла от принятия капсулы с ядом в эпизоде «Четыре года спустя» 4-го сезона, но появляется в эпизоде «Девушка, которой там не было» 5-го сезона, как «виртуальная Мэделин» стараниями Куин, однако в титрах не указана). В ремейке сериала 2010 года стала членом надзора над Отделом и по совместительству сенатором
- Юджин Роберт Глэйзер — Пол Вульф, шеф Первого отдела (все сезоны, убит в эпизоде «Человек да не разделит» 5-го сезона)
- Мэтью Фергюсон — Сеймур Беркофф, компьютерщик (1-4 сезоны, умер от сбоя в своей собственной программе в эпизоде «Отмена, неудача, попытка, конец») / Джейсон Беркофф, близнец Сеймура (4-5 сезоны). В ремейке сериала 2010 года в финальном сезоне была показана инсценировка его смерти. Является сыном одного из чиновников.
- Дон Фрэнкс — Вальтер, эксперт по оружию (все сезоны)

- Дэвид Калдериси — Йован Мийович, будущий премьер-министр (серии «Подруга», «Приговор» 1 сезона)
- Марни Макпайл — Джулия Рорк, подруга Никиты (серия «Подруга» 1 сезона)
- Мун-Лин Цуй — Симона, оперативница в Отделе и первая жена Майкла (серия «Симона» 1 сезона) (погибла)
- Шерри Миллер — Хелен Вик, жена Джона (серия «Мать» 1 сезона)
- Вейн Бест — Джон Вик, террорист, муж Хелен (серия «Мать» 1 сезона)
- Джеймс Кидни — Илья Бенко (серия «Грэй» 1 сезона)
- Каллум Кит Ренни — Грэй Велман, архитектор, друг Никиты (серии «Грэй», «Выбор» 1 сезона)
- Робби Джей Туэт — Кейси, дочь Грэя (серия «Выбор» 1 сезона)
- Карло Рота — Мик Штоппель/Мистер Джонс (все сезоны)
- Найджел Беннетт — оперативник Эгран Петрозиан (серия «Спасение» 1 сезона, серия «Новая власть» 2 сезона)
- Диего Матамоторс — майор Фрэнкл, напарник Петрозиана (серия «Спасение» 1 сезона)
- Нэнси Битти — Энджи Георгиева, доктор, выходившая Майкла (серия «Спасение» 1 сезона) (погибла)
- Тара Слоун — Гейл, подруга Беркоффа (1 — 2 сезоны)
- Джилл Дик — Белинда, оперативница в Отделе, по совместительству жена Вальтера (1 — 2 сезон) (погибла на задании в серии «Старые привычки» 2 сезона)
- Дуглас О'Киффи — Дэвид Феннинг, убийца, обладающий «Книгой» (серия «Одержимая» 1 сезона, серия «Ультиматум» 2 сезона)
- Джофф Мёррин — Стивен Вульф, сын Шефа (серия «Пропавший» 1 сезона)
- Стивен Шеллен — Марко О’Брайен, частный детектив, позже оперативник в Отделе (1, 5 сезоны) (погиб в эпизоде «Человек за занавеской» 5 сезона)
- Дэвид Нермэн — Акерман, продажный сотрудник Отдела (серия «Возвращение» 2 сезона) (ликвидирован)
- Брюс Пэйн — Юрген, наставник Никиты (2 сезон)
- Дэвид Джулиан Хёрш — Кронен, оперативник Отдела, выстреливший в Шефа (серия «Новая власть» 2 сезона)
- Дэнис Форест — Рене Дион, однокурсник Майкла (серия «Часть жизни» 2 сезона) (убит Никитой)
- Нэд Вуковик — Радован Лука, террорист (серия «Я вижу сквозь тьму» 2 сезона)
- Джанет Киддер — Вискано, девушка из состава команды Никиты (серия «Первое задание» 2 сезона)
- Крис Лемке — Грэг Хиллиджер, новичок в Отделе, зловредно подсиживающий Биркоффа (2 — 4 сезоны)
- Шан Филипс — Эдриан, женщина, основавшая Первый Отдел (2, 4-5 сезоны) (убита реакцией Гелмана в начале третьего сезона, но благодаря Майклу выжила в 4 сезоне)
- Дэвид Хемблен — Джордж, сотрудник Отдела (2 — 4 сезоны)
- Самиа Шоаб — Елена, жена Майкла (3 — 5 сезоны)
- Ивэн Каравелла — Адам, сын Майкла (3 — 5 сезоны)
- Хрант Альянак — Салла Вачек, отец Елены (3 сезон)
- Юджин Липински — Иван Чернов (серия «Имитация смерти» 3 сезона) (покончил жизнь самоубийством)
- Гэбриел Хоган — Джейми, друг детства Никиты, сотрудник Отдела (серия «Немая роль» 3 сезона)
- Трент Маккален — Марк (серия «Болевой порог» 3 сезона)
- Лоуренс Бэйн — Девенпорт, сотрудник Отдела (3 — 4 сезоны) (погиб в эпизоде «В заячьей норе» 4 сезона)
- Майкл Сера — Джером, необыкновенный мальчик из Четвёртого Отдела (серия «Он пришёл из Четвёртого Отдела» 4 сезона)
- Ларисса Гомес — Наоми, подруга Джейсона (4 сезон)
- Синди Доленц — Кейт Куин, появилась в Отделе после гибели Сеймура Беркоффа (4 — 5 сезоны)
- Эдвард Вудворд — Мистер Джонс (5 сезон)
- Кристофер Хейердал — Колин Старнес (4 сезон)

## Эпизоды
| Сезон | Сезон | Эпизоды | Дата выхода в США | Дата выхода в США |
| Сезон | Сезон | Эпизоды | Премьера сезона   | Финал сезона      |
| ----- | ----- | ------- | ----------------- | ----------------- |
|       | 1     | 22      | 13 января 1997    | 5 октября 1997    |
|       | 2     | 22      | 4 января 1998     | 30 августа 1998   |
|       | 3     | 22      | 3 января 1999     | 29 августа 1999   |
|       | 4     | 22      | 9 января 2000     | 27 августа 2000   |
|       | 5     | 8       | 7 января 2001     | 4 марта 2001      |